# Maria, cronaca di una vita
Maria, cronaca di una vita (in ucraino: Марія, хроніка одного життя) è un romanzo del 1934 scritto dall'autore ucraino Ulas Samčuk, un collaboratore nazista e antisemita. Il racconto presenterebbe personaggi fittizi sulla base di eventi reali. L'autore, dopo essere tornato in patria per testimoniare i fatti narrati, emigrò di nuovo all'estero nel 1933. L'opera rappresenta la prima fonte scritta sull'Holodomor, la carestia che si abbatté sull'Ucraina nel 1932-1933.

## Pubblicazione
Il libro fu pubblicato nel 1934 a Leopoli e subito censurato. Nel 1941, fu pubblicato parzialmente in un quotidiano di Rivne, sotto occupazione nazista. Dopo l'indipendenza dell'Ucraina, nel 1991, il romanzo è potuto arrivare ai lettori ucraini, e oggi è un classico della letteratura. Il primo paese estero a pubblicare il libro fu l'Argentina, nel 1952.
In Italia è uscito per la prima volta il 17 maggio 2022, nella collana Père Lachaise di Edizioni Clichy. Anna Maria Cardano, nella sua presentazione del libro a Novara, nel mese di novembre 2022, ha sostenuto che la conoscenza storica dell'Holodomor è fondamentale per comprendere la storia di sangue che caratterizzò il XX secolo, non solo nei territori sovietici e nazisti. Il 15 dicembre 2022, l'Unione Europea ha riconosciuto per la prima volta l'Holodomor come genocidio.

## Trama
Il titolo del libro porta il nome della prima moglie dell'autore, di cui perse le tracce durante la guerra, e allude all'immagine della Madonna, allegoria cristiana della Madre e figura centrale nella tradizione ucraina. L'autore dedica infatti l'opera "alle madri morte per fame in Ucraina negli anni 1932-1933". Madre è anche Maria, la contadina analfabeta protagonista del racconto. L'autore conta persino i giorni della sua vita, 26.258, se si escludono gli ultimi tre, quasi a indicare la prigionia nella quale è vissuta. 
Il libro è suddiviso in tre sezioni. Nelle prime due, Il libro della nascita di Maria e Il libro dei giorni di Maria, Samčuk racconta i fatti drammatici della sua vita antecedenti la carestia e innesta la narrazione sullo sfondo della politica di annientamento di Stalin: l'industrializzazione forzata, la collettivizzazione delle proprietà agricole, la guerra, il bolscevismo, i gulag, le deportazioni, le misure coercitive.
Nella terza sezione, Il libro del pane, l'autore entra nel vivo della carestia. I contadini devono seguire gli ordini dall'alto, una semplice semina deve essere eseguita secondo una procedura calcolata. C'è fretta e il raccolto anticipato non dà il grano buono. I soldati controllano ogni cosa, le scope rosse li chiamano, perché "spazzano via tutto", non lasciano niente. "L'Ucraina lavora e dà il pane allo Stato, mentre la gente nei suoi villaggi muore di fame." Il genero di Maria viene arrestato per un sacco di grano marcio. Sembra che le scorte si trovino in un monastero, ma i ribelli se non vengono giustiziati finiscono nell'oblio, spariscono e non si sa che fine facciano.
Prima se ne vanno i più piccoli; una tata strangola un bambino, un padre uccide il figlio a colpi di ascia; un ragazzo non ha il coraggio di uccidere il suo cane e cerca invano una lepre; si spengono gli anziani. Alla fine anche Maria se ne va, esce di casa senza forze e non fa più ritorno. "La morte peggiore è la morte per fame", scrive Samčuk. Prima di perdere la vita perdi la testa, i tuoi cari, l'umanità, la dignità.